# Michel Crozier
Michel Crozier (Sainte-Menehould, Marne, 6 de novembro de 1922 — Paris, 24 de maio de 2013) foi um sociólogo francês. Formulou as bases da análise estratégica  em sociologia das organizações. Era  membro da Academia de Ciências Morais e Políticas da França e Diretor de Pesquisa emérito do CNRS. Formou-se na HEC Paris.

## Obras selecionadas
- Nouveau regard sur la société française, Paris, Odile Jacob, 2007
- À quoi sert la sociologie des organisations ?, Paris, Arslan, 2000
- The Trouble with America: Why the Social System Is Breaking Down (Berkeley, CA: University of California Press, 1984).
- Strategies for Change. Cambridge, MA: MIT Press, 1982.
- (With Friedberg, Erhard) Actors and Systems. Chicago: University of Chicago Press, 1980.
- The Crisis of Democracy: On the Governability of Democracies, New York University Press, 1975 (con Samuel P. Huntington y Joji Watanuki / En Español: La crisis de la democracia: Informe sobre la gobernabilidad de las democracias) a la comisión trilateral.
- Le Phénomène bureaucratique, Paris, Le Seuil, 1963 / (2010) The Bureaucratic Phenomenon (with a new introduction by Erhard Friedberg) (New Brunswick and London: Transactions Publishers, 2010). (Originally published: Chicago: University of Chicago Press, 1964)
- "Organization and Collective Action. Our Contribution to Organizational Analysis" (with Erhard Friedberg) in S.B. Bacharach, P., Gagliardi & P. Mundell (Eds). Research in the Sociology of Organizations. Vol. XIII, Special Issue on European Perspectives of Organizational Theory, Greenwich, CT: JAI Press, 1995) Greenwich, CT: Traduction italienne :Il Pensiero Organizzativo Europeo, Edizioni angelo Guerini e Associati, 1997.
- "The Boundaries of Business: the Changing Organization" in Harvard Business Review, July 1991, pp. 138–140.
- "The relational Boundaries of Rationality" in: K.R. Monroe (Ed.), The Economic Approach to Politics: A Critical Reassessment of the Theory of Rational Action (New York, Harper Collins, 1991), pp. 306–316.
- "Organizations as Means and Constraints of Collective Action," in: Warner, M. (éd.). Organizational Choice and Constraint (London: Publishers of Grower Press, Saxon House, 1977).

## Prêmios e distinções
- Prix Alexis de Tocqueville
- Membre de l'Académie des sciences morales et politiques (ciências morais e políticas)
- Fellow of the American Academy of Arts and Sciences